# Fu Haifeng
Fu Haifeng (Jieyang, 23 augustus 1983) is een Chinese badmintonner. Samen met zijn partner Cai Yun won hij een gouden medaille op de Olympische Spelen in 2012 en werd hij viermaal wereldkampioen. Op de Olympische Spelen in 2016 veroverde hij opnieuw goud; ditmaal aan de zijde van Zhang Nan.

## Carrière
Fu Haifeng werd al vrij snel gekoppeld aan Cai Yun om samen uit te komen in het mannendubbelspel. Op het wereldkampioenschap in 2003 wonnen ze de bronzen medaille. Op de Olympische Spelen in 2004 strandden ze in de kwartfinale. Na een iets minder wereldkampioenschap in 2005 wonnen ze in 2006 goud door het Engelse duo Anthony Clark en Robert Blair te verslaan.
Op de Olympische Spelen van 2008 wonnen ze de zilveren medaille nadat ze in drie sets verloren van Markis Kido en Hendra Setiawan uit Indonesië. Dit was het begin van een succesvolle periode met wereldtitels in 2009, 2010 en 2011 en de olympische titel in 2012. in de olympische finale waren ze de meerdere van het Deense duo Mathias Boe en Carsten Mogensen. Op het wereldkampioenschap van 2013 haalden ze nog brons.
Fu en Cai wonnen samen ook meer dan tien super series-toernooien.
In 2014 ging Fu Haifeng samenspelen met Zhang Nan, meervoudig kampioen in het gemengd dubbelspel. Op hun eerste wereldkampioenschappen samen in 2015 bereikten ze de kwartfinale.

## Medailles op Olympische Spelen en wereldkampioenschappen
| Logo van de Olympische Spelen | Onderdeel         | Resultaat |
| ----------------------------- | ----------------- | --------- |
| 2008                          | Mannen dubbelspel | Zilver    |
| 2012                          | Mannen dubbelspel | Goud      |
| 2016                          | Mannen dubbelspel | Goud      |
| WK                            | Onderdeel         | Resultaat |
| 2003                          | Mannen dubbelspel | Brons     |
| 2006                          | Mannen dubbelspel | Goud      |
| 2009                          | Mannen dubbelspel | Goud      |
| 2010                          | Mannen dubbelspel | Goud      |
| 2011                          | Mannen dubbelspel | Goud      |
| 2013                          | Mannen dubbelspel | Brons     |

1992: Kim Moon-soo & Park Joo-bong ·
1996: Rexy Mainaky & Ricky Subagja ·
2000: Tony Gunawan & Candra Wijaya ·
2004: Kim Dong-moon & Ha Tae-kwon ·
2008: Markis Kido & Hendra Setiawan ·
2012: Cai Yun & Fu Haifeng ·
2016: Fu Haifeng & Zhang Nan ·
2020: Lee Yang & Wang Chi-lin ·
2024: Lee Yang & Wang Chi-lin